# 暹国显灵神
暹国显灵神（泰语原意为“圣暹天神大王”），泰国的护国神。神像供奉于曼谷大王宫伟大护国神殿，为1859年至1860年拉玛四世蒙固在位时主持铸造，高20厘米，纯金打造。神像站立形态，身着御服，手执宝剑，头戴宝冠，面朝南方，置于中式风格的宝柜内，雕像后写有汉字“暹国显灵神位敬奉”。暹国显灵神被视同暹罗国格的化身，保佑国家风调雨顺。
暹罗旧时几乎日日祭拜护国神像，如今就仅在国家面临危机时举办祭拜典礼。传统上每年泰国阴历五月的第一个腊月，也就是泰国传统的新年，王家会举行仪式祭拜之。

## 图册

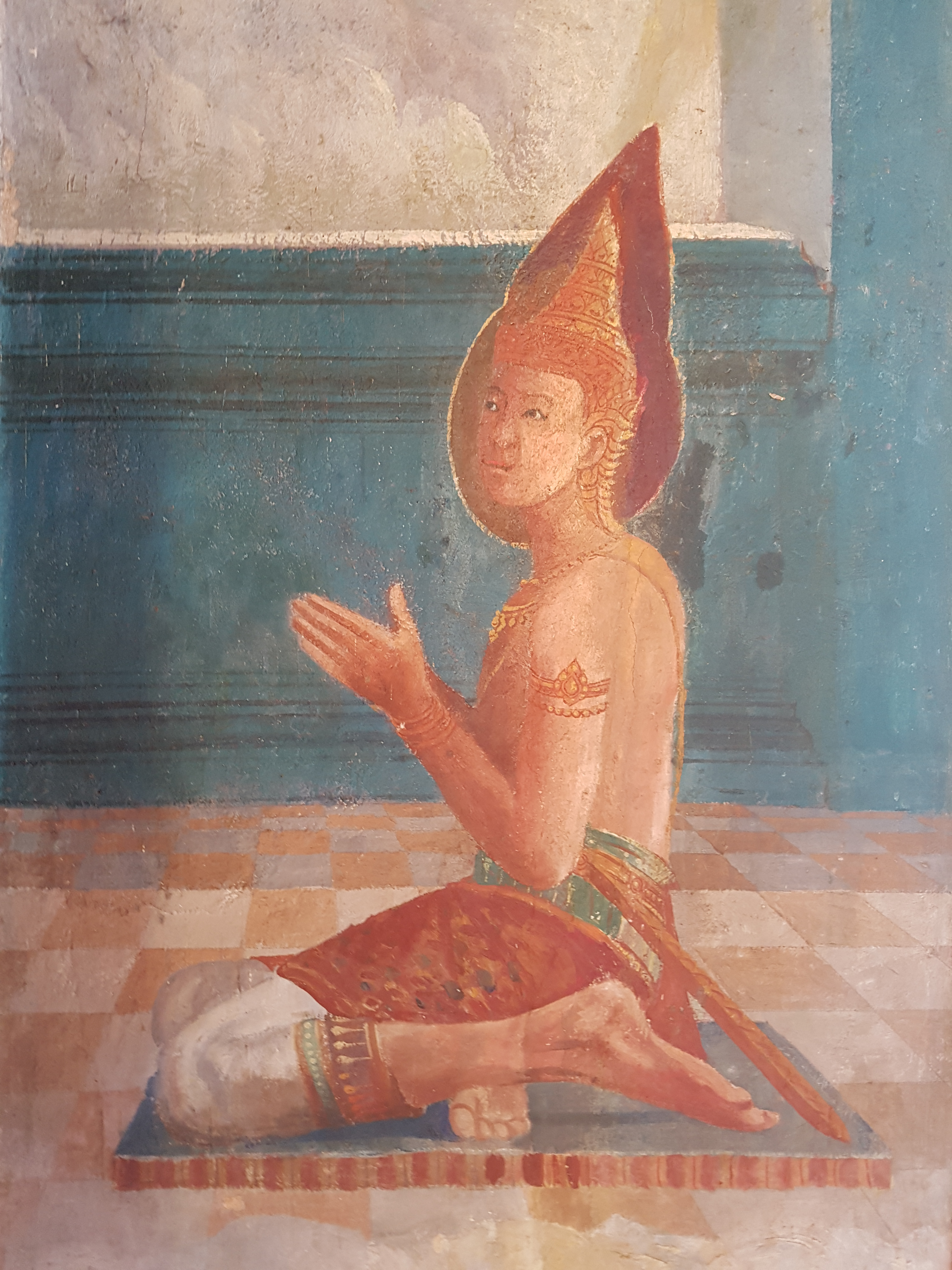
大城府素万达拉兰寺壁画，描绘暹国显灵神跪请湿婆神下凡拯救暹罗世人
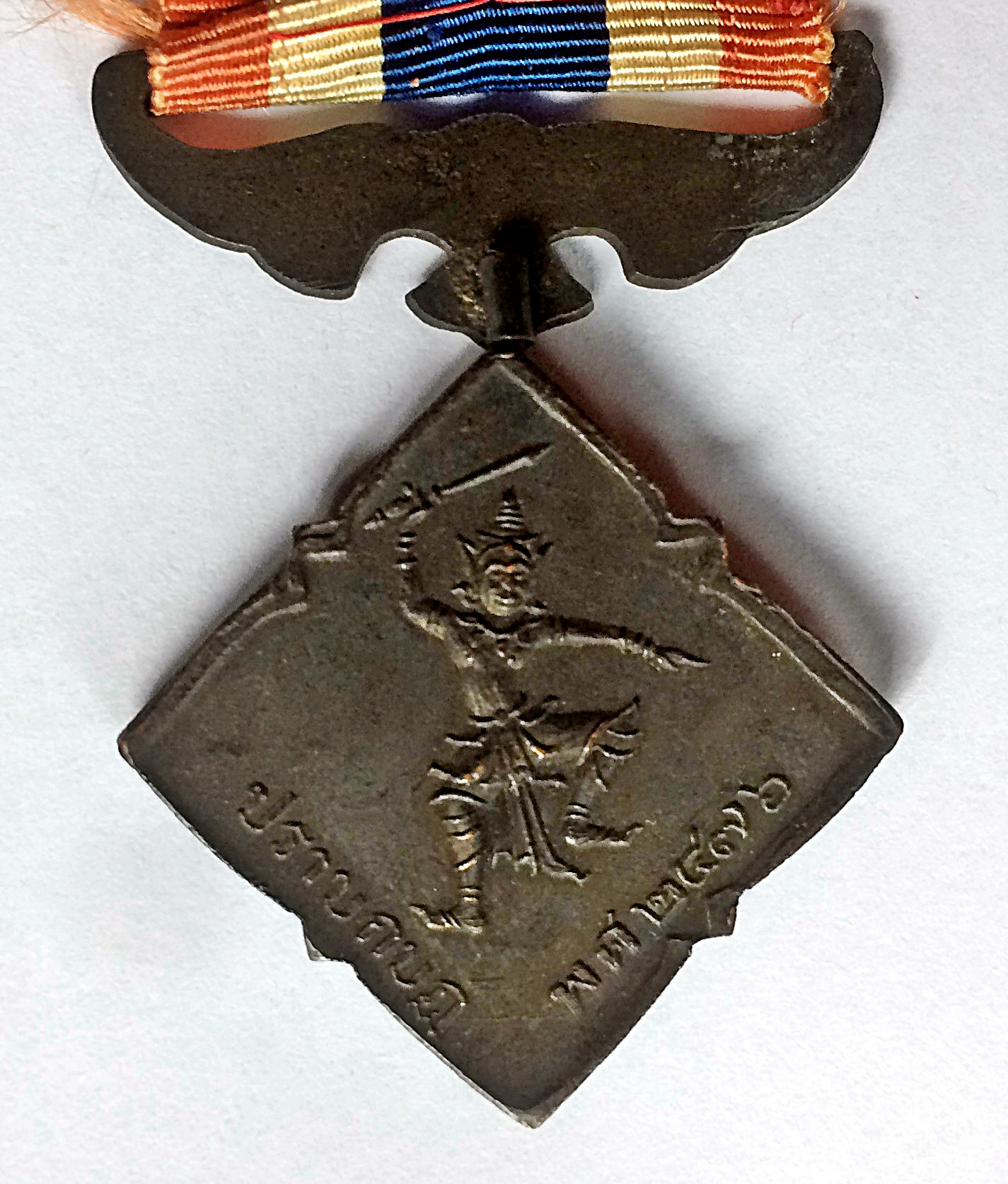
泰国护宪勋章背面
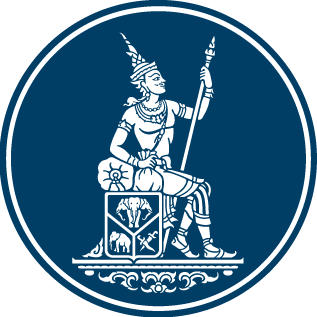
泰国银行徽章